# Johnson Sunday
Johnson Sunday (10 gennaio 1981) è un ex calciatore nigeriano, di ruolo centrocampista.

## Carriera

### Nazionale
Nel 2000 ha partecipato, insieme alla selezione nigeriana, ai Giochi della XXVII Olimpiade di Sydney.